# Meister von Lusernetta
Der Meister von Lusernetta (Maestro di Lusernetta) war ein piemontesischer Maler des 15. Jahrhunderts, des Quattrocento, dessen Name nicht überliefert ist. Er ist im Pinerolese der einzige Maler, der Mitte des 15. Jahrhunderts eine solche Meisterschaft repräsentiert. Sein Einfluss, aber auch die Aufnahme künstlerischer Strömungen durch ihn selbst, reichte weit nach Frankreich. Hintergrund seines erst Ende des 20. Jahrhunderts erfassten Monumentalwerkes in dem kleinen Ort Lusernetta, ist der Kampf der Inquisition mit den Waldensern, die Predigtreisen und der Kult des Hl. Bernardino von Siena, sowie die Verteilung des Grundbesitzes im Pinerolese.

## Werk

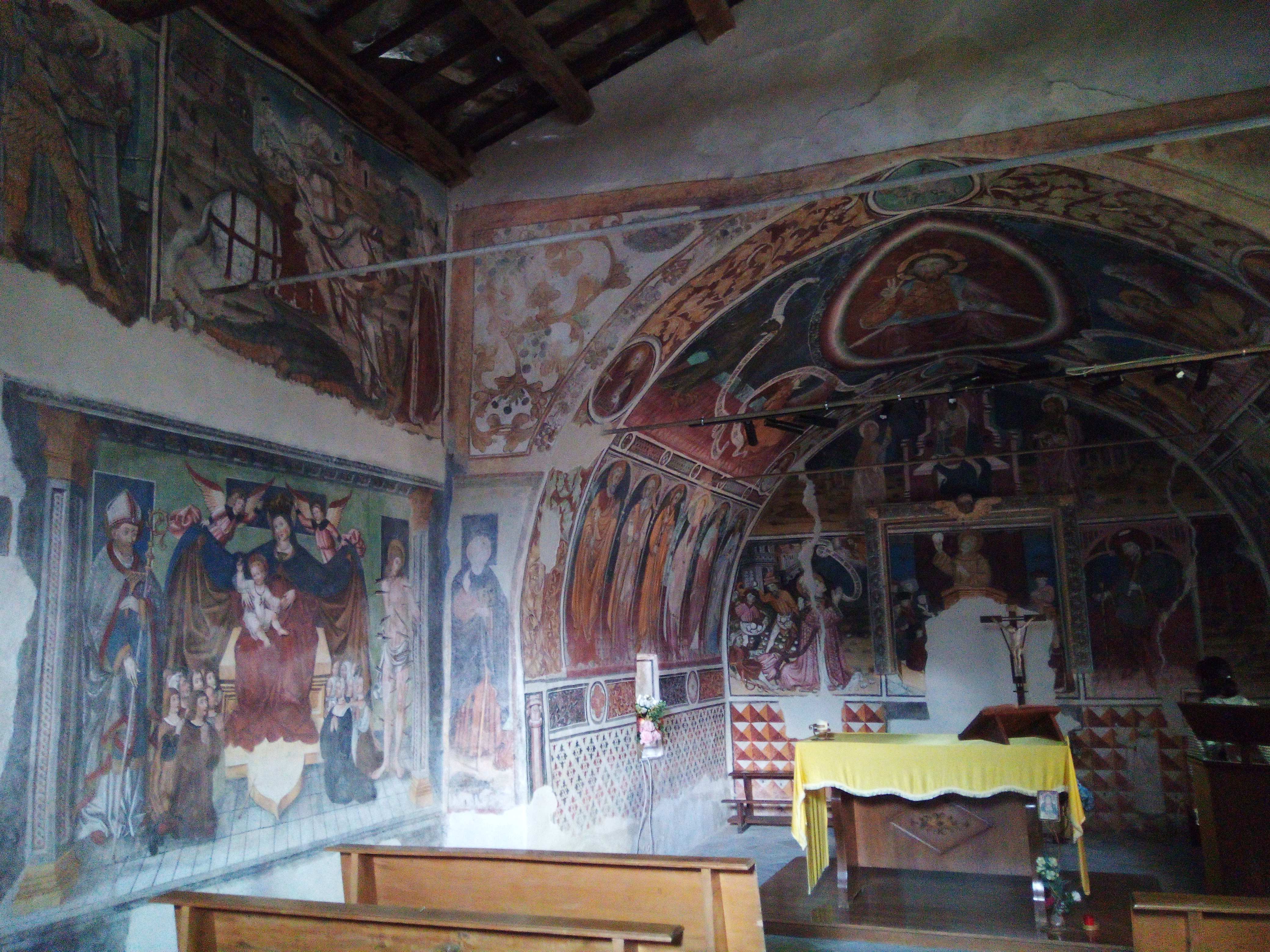
Blick in die San-Bernardino-Kapelle

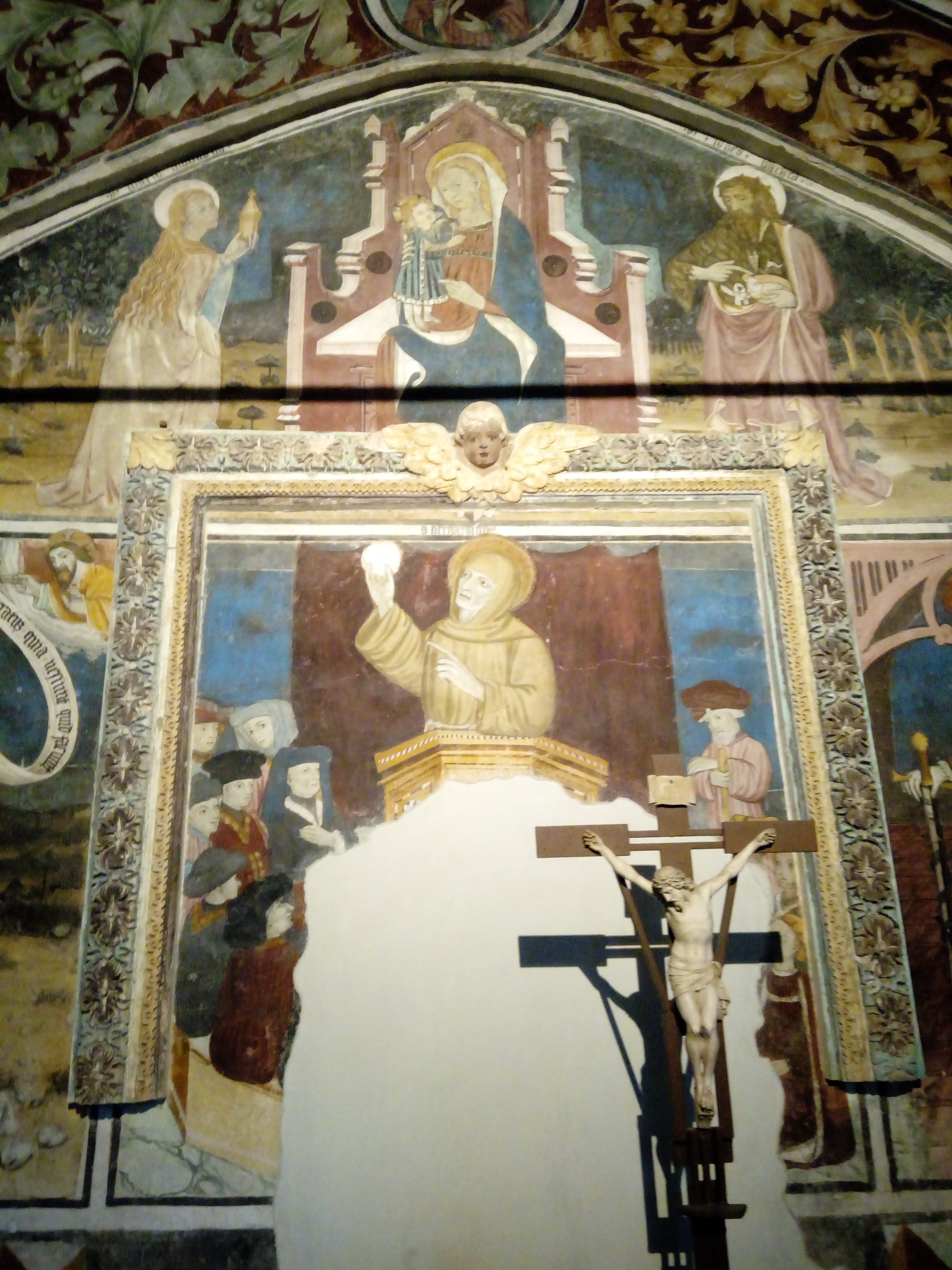
Predigender Bernhard

In San Bernardino, der Kirche von Lusernetta im unteren Val Pellice, nahe Torre Pellice, hinterließ er nicht nur den Cristo in Mandorla mit den vier Evangelistensymbolen, sondern im Rahmen einer übergreifenden Konzeption ein die gesamte Kirche umfassendes Freskenopus, dessen Umfang erst ab 1997 nach und nach deutlich wurde.
An den Seitenwänden der Kirche San Bernardino befinden sich die Fresken der Zwölf Apostel. An der Nordwand finden sich von links nach rechts: Petrus, Andreas, Jakobus d. Ä., Johannes, Thomas und Jakobus d. J. An der Südwand malte der Meister Philippus, Bartholomäus, Matthäus, Simon, Thaddäus und Matthias.
Das Zentrum der Apsiswand bildet Bernhardin von Siena bei der Predigt. Dort erscheint auch der hl. Stephan und der außerhalb der Region wenig bekannte Schutzheilige von Saluzzo, San Chiaffredo – ganz außergewöhnlicherweise in der Kleidung eines Ritters. Die Jungfrau Maria auf dem Thron ist zwischen Maria Magdalena und Johannes dem Täufer dargestellt, wobei sich in der Landschaftsmalerei auch hier starke französische Einflüsse bemerkbar machen.
Im Presbyterium finden sich gleichfalls Heilige, nämlich San Costanzo sowie Lucia, Barbara, Stephan und Caterina. 1997 wurde bei Restaurierungsarbeiten ein hl. Georg zu Pferde entdeckt.

## Einordnung
Die Kirche wird erst relativ spät erstmals erwähnt, nämlich in einem Visitationsbericht vom 23. September 1584. Sie diente den Bewohnern von Bibiana, denen San Marcellino inzwischen zu weit entfernt war, als Parochialkirche. 1754, als die Kirche nicht weiter als Parochialkirche diente – diese Funktion übernimmt seither Sant’Antonio Abate –, war sie bereits nicht mehr die Kirche von Bibiana, sondern von Lusernetta. Nach Elena Romanello ist das Wappen keinesfalls den Grafen Luserna di Rorà zuzuordnen, so dass unklar bleibt, wer der Herr der Kirche Mitte des 15. Jahrhunderts war. Auch ist es nicht möglich, das Gebäude mit dem Oratorium der Bruderschaft San Bernardino di Luserna gleichzusetzen.
Vielfach wurde darüber spekuliert, ob die Kirche nicht Teil eines in den Quellen nicht belegten Itinerars San Bernardinos von Siena gewesen sein könnte; doch andere deuteten die entsprechenden Bauwerke, die im Pinerolese errichtet wurden, eher als Anzeichen der Ausbreitung seines Kultes. Er selbst sei dementsprechend nie im Pinerolese gewesen. Auch wurde ihm unterstellt, er habe gegen die im Tal stark verbreiteten Waldenser gepredigt, ähnlich einer Predigt, die 1445 Proteste gegen den Dominikaner-Inquisitor Giacomo da Buronzo in Savigliano ausgelöst hatte, oder wie drei Jahre später in Angrogna.
In jedem Falle existierte die Bruderschaft von Pinerolo spätestens 1460. Auch gibt es eine entsprechende Überlieferung zu einer Prozession, deren Ursache die Pest war, die bereits 1450 die Gegend geschlagen hatte, erneut 1452 und 1454, aus dem Jahr 1451 – mithin nur ein Jahr nach seiner Heiligsprechung. So flossen religiöse und politische, aber auch wirtschaftliche Motive in die Bekämpfung der Waldenser ein, zumal die Kirche der größte Grundbesitzer des Gebietes war. Vor diesem Hintergrund entstand das Werk des Meisters von Lusernetta. 